# Blaguško jezero
Blaguško jezero je umjetno akumulacijsko jezero općini Svetom Jurju ob Ščavnici u sjevernoj Sloveniji. Glavni pritok jezera je Blaguški potok.

## Vanjske poveznice
- Blaguško jezero. Turistično društvo Sveti Jurij ob Ščavnici